# Santa's secret stuff
Santa's secret stuff es el 142do episodio de la serie de televisión norteamericana Gilmore Girls.

## Resumen del episodio
Tras haber pasado las fiestas de Navidad y el Año Nuevo en Londres junto Logan, Rory regresa a Stars Hollow, donde Lorelai, Christopher y GG están arreglando la casa y cantando villancicos para una nueva celebración, ahora junto con la recién llegada Rory. Los cuatro comparten como una familia y además hornean galletas. Por otro lado, Lane se encuentra en un estado bastante avanzado de su embarazo de gemelos, y le confiesa a Zach que cree no haber vivido mucho la vida por haber alcanzado la libertad muy tarde, así que ambos deciden volver a practicar con la banda. Luke le pide a Lorelai para que le escriba una carta donde ella hable del buen comportamiento de él como padre de April, y aun sabiendo que la situación es incómoda, Lorelai intenta pero no lo consigue. Finalmente, cuando Rory y Lorelai deciden ir de compras post navideñas a una tienda, y se encuentran con Luke y April y empiezan los recuerdos de cómo Luke fue tan cercano a Rory, casi como un padre, Lorelai se da cuenta de lo tan importante que ha sido Luke en la vida de Rory, así que finalmente termina la carta, pero teniendo cuidado de que Christopher no la descubra, y la envía al abogado de Luke.